# Pío García-Escudero
Pour les articles homonymes, voir García, Escudero et Márquez.
Pío García-Escudero Márquez, 4e comte de Badarán, né le 28 octobre 1952 à Madrid, est un homme d'État espagnol, membre du Parti populaire (PP).
Sénateur depuis 1995, il a été porte-parole du groupe PP entre 1996 et 1999, puis de 2004 jusqu'en 2011, lorsqu'il est élu président du Sénat.

## Biographie

### Des débuts rapides
Diplômé de l'école supérieure d'architecture de Madrid, il est nommé, en 1987, directeur général du Patrimoine et de la Promotion culturelle de la Junte de Castille-et-León, alors présidée par José María Aznar. À la fin de la législature, en 1991, il se présente aux élections régionales dans la Communauté de Madrid, sur la liste d'Alberto Ruiz-Gallardón, et est élu député à l'Assemblée de Madrid. Dans le même temps, il devient directeur de la Réhabilitation de l'Entreprise municipale de logement (EMV) de Madrid.

### Une figure de Madrid et du Sénat
À peine deux ans plus tard, il est élu président du Parti populaire de la Communauté de Madrid (PPM), avec le soutien actif d'Aznar, désormais président du PP. À la suite des élections régionales du 26 mai 1995, au cours desquelles il conserve son mandat, il est désigné sénateur par l'Assemblée de Madrid.
Il devient, le 9 avril 1996, porte-parole du groupe du Parti populaire, en remplacement d'Ángel Acebes, élu au Congrès des députés. Il cède ce poste à Esteban González Pons le 2 février 1999, à peine trois jours après avoir été désigné coordinateur de l'Organisation du Parti populaire. Il est réélu, huit mois plus tard, président du PPM avec 94,5 % des suffrages.
Élu au conseil municipal de Madrid, sur la liste d'Alberto Ruiz-Gallardón, le 25 mai 2003, il est nommé deuxième adjoint au maire, chargé de l'Urbanisme, du Logement et des Infrastructures, ainsi que désigné successeur en cas de départ anticipé de Gallardón. Il renonce alors à conserver son mandat parlementaire. 

### Un proche de Rajoy
Toutefois, lors des élections générales du 14 mars 2004, il se présente au Sénat et remporte plus de 1 500 000 voix, soit le meilleur score, ce qui lui permet de retrouver un siège. Il obtient, de plus, les fonctions de porte-parole du groupe PP, le parti étant désormais dans l'opposition au niveau national, et renonce à son mandat local. Au début du mois d'octobre, il annonce qu'il ne sera pas candidat à un cinquième mandat comme président du PP de la Communauté de Madrid. Le 28 novembre, Esperanza Aguirre lui succède.
Après avoir été coordinateur de campagne du PP pour les élections régionales et municipales du 27 mai 2007, puis de celle pour les élections générales du 9 mars 2008, il est réélu sénateur avec plus de 1 600 000 voix, soit le meilleur score régional. Il reste ensuite porte-parole du groupe PP.

### Président du Sénat
À la suite des élections générales du 20 novembre 2011, il est choisi par Mariano Rajoy, président du parti, comme candidat à la présidence de la chambre haute. Le 13 décembre, il est élu président du Sénat par 180 voix, contre 81 abstentions et aucun vote contre, ayant reçu les votes de Convergence et Union (CiU), l'Union du peuple navarrais (UPN), la Coalition canarienne (CC) et le Forum des Asturies (FAC). Il est confirmé par Rajoy à la suite des élections générales du 20 décembre 2015.
Le 7 mai 2018, il est nommé à la présidence du Parti populaire de la Communauté de Madrid par décision directe de Rajoy, dix jours après la démission de Cristina Cifuentes, avec le député Juan Carlos Vera comme secrétaire général. Leur nomination se fait à titre définitif : tous deux bénéficient de la possibilité de réorganiser la direction régionale du parti et des compétences pour établir la liste des candidats aux élections à l'Assemblée de Madrid de mai 2019.